# Dayr al Malik
Dayr al Malik är en fornlämning i Egypten.   Den ligger i guvernementet Qena, i den centrala delen av landet, 500 km söder om huvudstaden Kairo. Dayr al Malik ligger 80 meter över havet.
Terrängen runt Dayr al Malik är platt åt sydost, men åt nordväst är den kuperad. Runt Dayr al Malik är det mycket tätbefolkat, med 2 103 invånare per kvadratkilometer. Närmaste större samhälle är Luxor, 12,6 km sydväst om Dayr al Malik. Trakten runt Dayr al Malik består till största delen av jordbruksmark.